# Jan Stráský
Jan Stráský (ur. 24 grudnia 1940 w Pilźnie, zm. 6 listopada 2019 w Pradze) – czeski ekonomista i polityk, parlamentarzysta, wicepremier i minister, ostatni premier Czechosłowacji (1992).

## Życiorys
W latach 1958–1990 był pracownikiem czechosłowackiego banku państwowego (SBČS). W latach 1963–1970 studiował filozofię i ekonomię polityczną na Uniwersytecie Karola w Pradze. Od 1964 do 1969 był członkiem Komunistycznej Partii Czechosłowacji, w 1969 wystąpił z partii, pomimo tego w 1970 został dodatkowo z niej oficjalnie relegowany.
Od 1990 do 1991 był zastępcą dyrektora generalnego jednego z banków i doradcą czeskiego premiera. W 1991 należał do założycieli Obywatelskiej Partii Demokratycznej, w latach 1992–1997 był wiceprzewodniczącym partii. W 1998 wystąpił z niej i przeszedł do tworzącej się Unii Wolności.
Od maja 1991 do lipca 1992 pełnił funkcję wicepremiera Czechosłowacji. W okresie od 2 lipca do 31 grudnia 1992 sprawował funkcję premiera Czechosłowacji; w związku z rozpadem państwa był ostatnią osobą w historii, piastującą ten urząd. Ponadto, po rezygnacji Václava Havla, od 20 lipca tego samego roku był również pełniącym obowiązki prezydenta Czechosłowacji. W 1992 przez kilka miesięcy kierował też federalnym resortem handlu zagranicznego. Oprócz tego równolegle sprawował mandat deputowanego do Czeskiej Rady Narodowej.
Po rozpadzie federacji był deputowanym do Izby Poselskiej (do 1998) oraz pierwszym ministrem transportu Republiki Czeskiej (od stycznia 1993 do października 1995). Z ministerstwa transportu odszedł do ministerstwa zdrowia, którym kierował do stycznia 1998. W 1998 wycofał się z aktywności publicznej. Powrócił do niej w 2001, obejmując stanowisko dyrektora administracji kraju południowoczeskiego; zajmował je do 2006.
Od 2011 do 2012 był dyrektorem Parku Narodowego Szumawa, gdzie wzbudził kontrowersje decyzją o zastosowaniu insektycydów w postaci pułapek feromonowych w walce z kornikami. Wieloletni członek Klubu Czeskich Turystów, w latach 2006–2014 był przewodniczącym tej instytucji.